# Mirach
Mirach (β Andromedae, zkráceně β And) je spolu s hvězdou Alpheratz (α And) jedna ze dvou nejjasnějších hvězd souhvězdí Andromedy. Dá se najít severovýchodně od velkého čtverce souhvězdí Pegase. Mirach je polopravidelná proměnná hvězda, zdánlivá jasnost se mění od 2,01 do 2,10 mag, průměrně je 2,07 mag. Měřením paralaxy byla učena vzdálenost hvězdy od Země 199 světelných let (60 pc). Blízko této hvězdy se dá najít galaxie NGC 404, které se také někdy říká Mirachův duch.

## Vlastnosti
Mirach je červený obr spektrální třídy M0III, jeho velikost je asi 0,8 AU, je tedy asi stokrát větší než Slunce. Kdyby mělo takovou velikost Slunce, sahalo by až k oběžné dráze Merkuru. Od roku 1943 se podle emisního spektra hvězdy Mirach porovnávají spektra jiných hvězd. Zářivý výkon Mirachu je téměř dvoutisíckrát větší než je tomu u Slunce. Teplota Mirachu je asi 3800 K.